# Oktay Derelioğlu
Oktay Derelioğlu (Istanbul, 17 de desembre de 1975) és un exfutbolista turc, que jugava de migcampista.
Va militar a nombrosos equips del seu país, com el Beşiktaş, el Trabzonspor o el Fenerbahçe, entre d'altres. També va competir a les lligues d'Espanya, Alemanya i l'Azerbaidjan, on va ser el jugador més car d'aquesta competició.
Va ser internacional amb Turquia en 20 ocasions, tot marcant nou gols. Amb la selecció del seu país hi va acudir a l'Eurocopa del 2000.